# Fahad al-Mehállel
Fahad al-Mehállel (arabul: فهد المهلل); 1970. november 11. –) szaúd-arábiai válogatott labdarúgó.

## Pályafutása

### Klubcsapatban
1990 és 1999 között az Es-Sabáb csapatában játszott. 1999 és 2002 között az en-Naszr játékosa volt. Háromszoros szaúdi bajnok (1991, 1992, 1993).

### A válogatottban
1992 és 1999 között 87 alkalommal játszott a szaúd-arábiai válogatottban és 26 gólt szerzett. Tagja volt az 1989-es ifjúsági labdarúgó-világbajnokságon szereplő válogatott keretének és részt vett az 1994-es és az 1998-as világbajnokságon, az 1992-es, az 1995-ös és az 1997-es konföderációs kupán, illetve az 1992-es és az 1996-os Ázsia-kupán.

## Sikerei, díjai
Es-Sabáb
- Szaúd-arábiai bajnok (1):  1990–91, 1991–92, 1992–93

Szaúd-Arábia
- Ázsia-kupa győztes (1): 1996